# Olios bibranchiatus
Olios bibranchiatus là một loài nhện trong họ Sparassidae.
Loài này thuộc chi Olios. Olios bibranchiatus được Irving Fox miêu tả năm 1937.